# Matteo Guidicelli
Matteo Guidicelli (Cebu, 26 de março de 1990) é um ator, cantor e modelo filipino.

## Filmografia

### Televisão
| Ano           | Título                                     | Papel                    | Emissora    |
| 2007          | Go Kada Go                                 | Matteo                   | ABS-CBN     |
| 2007          | Your Song: Bakit Labis Kitang Mahal        | Mark                     | ABS-CBN     |
| 2007          | Kung Fu Kids                               | Gian Marasigan Fernandez | ABS-CBN     |
| 2008          | Ligaw na Bulaklak                          | Michael Espiritu         | ABS-CBN     |
| 2009          | All My Life                                | Matt                     | GMA Network |
| 2009          | SOP Fully Charged                          | Ele mesmo                | GMA Network |
| 2010          | Maalaala Mo Kaya: Piano                    | Joseph                   | ABS-CBN     |
| 2010          | Agua bendita                               | Ronnie Aguirre           | ABS-CBN     |
| 2010          | Wansapanataym: Inday Sa Balitaw            | Gorio                    | ABS-CBN     |
| 2010          | Your Song Presents: Andi                   | JM Velasco               | ABS-CBN     |
| 2011          | Your Song Presents: Kim                    | Julius Javier            | ABS-CBN     |
| 2011          | Mara Clara                                 | Cameo Appearance         | ABS-CBN     |
| 2011          | Happy, Yipee, Yehey!                       | Ele mesmo                | ABS-CBN     |
| 2011          | My Binondo Girl                            | Trevor Wu                | ABS-CBN     |
| 2012          | Toda Max                                   | Matt Alvarado            | ABS-CBN     |
| 2012–presente | ASAP                                       | Ele mesmo                | ABS-CBN     |
| 2012–2013     | Precious Hearts Romances Presents: Paraiso | Brennan Galang           | ABS-CBN     |
| 2013          | Promil Pre-School I-Shine Talent Camp 2    |                          | ABS-CBN     |

### Cinema
| Ano  | Título                | Papel | Produção                     |
| 2011 | Catch Me, I'm in Love | Vito  | Star Cinema & Viva Films     |
| 2012 | My Cactus Heart       | Carlo | Star Cinema & Skylight Films |